# Franklin (Texas)
Pour l’article homonyme, voir Franklin.
La ville de Franklin est le siège du comté de Robertson, dans l’État du Texas, aux États-Unis. Elle comptait 1 564 habitants lors du recensement de 2010.

## Source
- (en) Cet article est partiellement ou en totalité issu de l’article de Wikipédia en anglais intitulé « Franklin, Texas » (voir la liste des auteurs).